# Tubulita
La tubulita és un mineral de la classe dels sulfurs. Rep el nom per la seva característica morfologia tubular.

## Característiques
La tubulita és una sulfosal de fórmula química Ag₂Pb22Sb20S53. Va ser aprovada com a espècie vàlida per l'Associació Mineralògica Internacional l'any 2012. Cristal·litza en el sistema monoclínic.
Segons la classificació de Nickel-Strunz, la tubulita pertany a «02.JB: Sulfosals de l'arquetip PbS, derivats de la galena, amb Pb» juntament amb els següents minerals: diaforita, cosalita, freieslebenita, marrita, cannizzarita, wittita, junoïta, neyita, nordströmita, nuffieldita, proudita, weibul·lita, felbertalita, rouxelita, angelaïta, cuproneyita, geocronita, jordanita, kirkiïta, tsugaruïta, pillaïta, zinkenita, scainiïta, pellouxita, chovanita, aschamalmita, bursaïta, eskimoïta, fizelyita, gustavita, lil·lianita, ourayita, ramdohrita, roshchinita, schirmerita, treasurita, uchucchacuaïta, ustarasita, vikingita, xilingolita, heyrovskýita, andorita IV, gratonita, marrucciïta, vurroïta i arsenquatrandorita.

## Formació i jaciments
Va ser descrita a partir d'exemplars provinents de dos indrets: la pedrera Le Rivet, situada a la localitat deMontredon-Labessonnié, al departament de Tarn (Occitània, França), i les mines de Borgofranco Mines, al municipi de Borgofranco d'Ivrea, dins la Ciutat metropolitana de Torí (Piemont, Itàlia). Aquests dos indrets són els únics de tot el planeta on ha estat descrita aquesta espècie mineral.